# Partia Demokratyczna (Włochy)
Partia Demokratyczna (wł. Partito Democratico, PD) – włoska partia polityczna o charakterze centrolewicowym, powstała 14 października 2007. Ugrupowanie należy do Partii Europejskich Socjalistów. Reprezentuje nurty socjaldemokracji i lewicy chrześcijańskiej

## Historia

### Powstanie partii
Partia została założona w wyniku zjednoczenia niektórych popierających rząd Romano Prodiego ugrupowań centrolewicowych i centrowych (w tym chadeckich i liberalnych). W skład nowej formacji weszły dwie największe partie koalicji wyborczej Unia (ściśle działające od 2004 w ramach federacji Drzewo Oliwne):
- Demokraci Lewicy (DS) – socjaldemokratyczne ugrupowanie wywodzące się z PCI,
- Demokracja to Wolność – Stokrotka (DL) – partia powstała z połączenia trzech średnich ruchów liberalnych i chadeckich[1].

Ponadto do nowej formacji przystąpiły:
- Środkowe Włochy (IdM) – chrześcijańskie ugrupowanie powstałe na skutek rozłamu w UDC;
- Sojusz Reformistów (AR) – socjalistyczne ugrupowanie powstałe na skutek rozłamu w SDI;
- Demokratyczni Republikanie (RD) – liberalne ugrupowanie powstałe na skutek rozłamu w PRI;
- Europejski Ruch Republikański (MRE) – liberalne ugrupowanie powstałe na skutek rozłamu w PRI;
- Projekt Sardynia (PS) – centrowe ugrupowanie regionalne;
- Południowa Partia Demokratyczna (PDM) – centrowe ugrupowanie regionalne[1].

Założenie Partii Demokratycznej doprowadziło do rozłamu w Demokratach Lewicy. Część działaczy tej partii, obawiając się o utraty lewicowej tożsamości, zdecydowała się powołać nowe stronnictwa – niewielki Ruch dla Lewicy (wchłonięty wkrótce przez PdCI) i znacznie większą Demokratyczną Lewicę. Z partii Stokrotka odeszła grupa skupiona wokół byłego premiera Lamberto Diniego, tworząc ugrupowanie Liberalni Demokraci, które przeszło do obozu Silvio Berlusconiego. Wbrew oczekiwaniom do PD nie wstąpiły inne ugrupowania Unii.
Założyciele nie uzgodnili przy powoływaniu partii międzynarodówki i frakcji w Parlamencie Europejskim, do jakich zamierzali przystąpić. Na czele ugrupowania stanął wybrany w wewnętrznych prawyborach burmistrz Rzymu Walter Veltroni.

### Lata 2008–2013
W wyborach parlamentarnych w 2008 Partia Demokratyczna zdecydowała się wystawić własną listę, zblokowaną z Włochami Wartości i współpracującą z Południowotyrolską Partią Ludową. Jednocześnie z list PD wystartowali działacze Włoskich Radykałów Emmy Bonino. Blok skupiony wokół PD zajął drugie miejsce w tych wyborach, przegrywając z centroprawicową koalicją Silvio Berlusconiego. Partia Demokratyczna uzyskała 217 mandatów w Izbie Deputowanych i 118 w Senacie. Ugrupowanie utraciło tym samym władzę i znalazło się w opozycji. Po kolejnej porażce w wyborach regionalnych na Sardynii nowym sekretarzem partii został Dario Franceschini.
W wyborach europejskich w 2009 demokraci uzyskali poparcie na poziomie 26% i 21 mandatów poselskich. PD nie przystąpiła wówczas formalnie do żadnej z europejskich partii. Jej eurodeputowani zasiedli we frakcji Postępowego Sojuszu Socjalistów i Demokratów.
Jeszcze w 2009 doszło do kolejnej zmiany lidera – nowym przywódcą partii został Pier Luigi Bersani. W 2010 ugrupowanie doznało kolejnej porażki w wyborach regionalnych, tracąc władzę w czterech regionach. W 2011 partia wsparła techniczny rząd Mario Montiego.
PD zaczęła zyskiwać w sondażach w 2012. Podjęła współpracę z eurokomunistyczną partią Lewica, Ekologia, Wolność i z PSI, zawiązując sojusz na potrzeby wyborów w 2013. W przeprowadzonych prawyborach, mających wyłonić kandydata koalicji na premiera, zwyciężył postkomunistyczny lider demokratów, pokonując również należącego do PD Matteo Renziego.

### Lata 2013–2018
Koalicja, którą współtworzyło też m.in. Centrum Demokratyczne, wygrała wybory do Izby Deputowanych z wynikiem około 29,5%, pokonując o nieco ponad 0,4% centroprawicę skupioną wokół Ludu Wolności, a tym samym dzięki ordynacji wyborczej otrzymała ponad 50% miejsc w Izbie Deputowanych. PD, na którą głosowało ponad 25% wyborców, przypadło ponad 290 mandatów. W Senacie blok centrolewicy nie uzyskał większości, PD wprowadziła tam ponad 100 swoich przedstawicieli.
Wobec braku większości w Senacie Pier Luigi Bersani nie był w stanie powołać rządu. W trakcie wyborów prezydenckich w 2013 najpierw przepadła kandydatura Franca Mariniego (uzgodniona z Ludem Wolności), następnie kandydatura Romano Prodiego – obu nie poparła część elektorów z centrolewicy. W konsekwencji Pier Luigi Bersani zrezygnował z kierowania PD, do dymisji podało się też kierownictwo partii.
Ostatecznie Partia Demokratyczna po reelekcji prezydenta Giorgia Napolitano uzgodniła powstanie szerokiej koalicji tworzącej rząd Enrica Letty. W 2013 jej liderem został Matteo Renzi, który w 2014 stanął na czele nowego włoskiego gabinetu. W tym samym roku demokraci ostatecznie dołączyli do Partii Europejskich Socjalistów, co wcześniej wywoływało protesty części dawnych działaczy chadeckich. Również w 2014 odnieśli zdecydowane zwycięstwo w wyborach europejskich – otrzymując około 40,8% głosów i tym samym 31 mandatów w Europarlamencie VIII kadencji.
7 grudnia 2016, po odrzuceniu w referendum proponowanych przez rząd propozycji zmian ustrojowych, lider Partii Demokratycznej złożył na ręce prezydenta Sergia Mattarelli rezygnację z funkcji premiera Włoch. PD weszła w skład nowego rządu, na czele którego w tym samym miesiącu stanął Paolo Gentiloni. W lutym 2017 tymczasowym sekretarzem partii został Matteo Orfini (pełniący techniczną funkcję przewodniczącego PD).
W tym samym miesiącu doszło do pierwszego poważnego rozłamu w ramach ugrupowania. Grupa lewicowych działaczy (w części wywodzących się jeszcze z Włoskiej Partii Komunistycznej) opuściła PD, współtworząc nowy ruch polityczny Artykuł 1 – Ruch Demokratyczny i Postępowy. Wśród nich znaleźli się m.in. Pier Luigi Bersani oraz Guglielmo Epifani, a także były premier Massimo D’Alema. W wyniku prawyborów z kwietnia 2017 Matteo Renzi ponownie został wybrany na sekretarza PD, uzyskując w nich 70% głosów.

### Lata 2018–2022
Przed wyborami krajowymi w 2018 Partia Demokratyczna współtworzyła centrolewicową koalicję, w skład której weszły dodatkowo trzy listy wyborcze organizowane przez ich rządowych i politycznych sojuszników (AP, RI i PSI). Koalicja z poparciem około 23% głosów zajęła trzecie miejsce w wyborach, przegrywając z centroprawicą (FI i LN) oraz Ruchem Pięciu Gwiazd. Sojusz uzyskał około 110 mandatów poselskich i niespełna 60 mandatów senatorskich, z których zdecydowana większość przypadła kandydatom PD. W związku ze słabym wynikiem wyborczym koalicji lider PD Matteo Renzi zapowiedział przejście ugrupowania do opozycji i swoją rezygnację z funkcji sekretarza partii po powołaniu nowego rządu. Ostatecznie zrezygnował już 12 marca 2018. Tymczasową władzę w partii przejął jej wiceprzewodniczący Maurizio Martina, który zapowiedział wybór nowego lidera ugrupowania w prawyborach. 1 czerwca 2018, po powołaniu nowego rządu Giuseppe Contego, Partia Demokratyczna formalnie znalazła się w opozycji. W lipcu Maurizio Martina został przez partyjne zebranie powołany na sekretarza PD. Zrezygnował jednak po kilku miesiącach celem umożliwienia przeprowadzenia nowych wyborów, które w marcu 2019 wygrał Nicola Zingaretti.
W tym samym roku partia zajęła drugie miejsce w wyborach europejskich (22,7% głosów i 19 mandatów). Gdy w sierpniu 2019 rozpadła się koalicja LN i Ruchu Pięciu Gwiazd, PD porozumiała się z drugim z tych ugrupowań. We wrześniu oba ugrupowania współtworzyły nowy gabinet dotychczasowego premiera.
W tym samym miesiącu doszło do rozłamu w ramach PD. Jej były lider Matteo Renzi założył ugrupowanie Italia Viva, do którego dołączyła m.in. grupa parlamentarzystów i dwie członkinie nowego gabinetu w randze ministra. W lutym 2021 PD dołączyła do szerokiej koalicji popierającej nowo powołany rząd Maria Draghiego, uzyskując w nim trzy stanowiska ministrów. W marcu 2021, po uprzedniej rezygnacji Nicoli Zingarettiego, na nowego sekretarza partii wybrany został Enrico Letta.
Na potrzeby wyborów w 2022 partia zorganizowała listę wyborczą PD-IDP z udziałem m.in. socjalistów i Artykułu 1. Lista ta stała się główną formacją centrolewicowej koalicji obejmującej również trzy inne komitety wyborcze. Centrolewica poniosła w tych wyborach porażkę. Listy PD-IDP otrzymały po około 19% do każdej z izb; formacja wprowadziła 69 posłów i 40 senatorów.

### Od 2022
Po utworzeniu w 2022 rządu, na czele którego stanęła Giorgia Meloni, partia znalazła się w opozycji. W 2023 na czele ugrupowania stanęła Elly Schlein. W pierwszych pod jej przywództwem wyborach ogólnokrajowych (do PE X kadencji w 2024) formacja otrzymała 24,1% głosów i 21 mandatów.

## Sekretarze Partii Demokratycznej
- 2007–2009: Walter Veltroni
- 2009: Dario Franceschini
- 2009–2013: Pier Luigi Bersani[1]
- 2013: Guglielmo Epifani
- 2013–2017: Matteo Renzi
- 2017: Matteo Orfini (p.o.)
- 2017–2018: Matteo Renzi
- 2018: Maurizio Martina[34]
- 2019–2021: Nicola Zingaretti
- 2021–2023: Enrico Letta
- od 2023: Elly Schlein